# İlyas Has
İlyas Has (geboren 5. Mai 1945 in Izmir; gestorben 7. Oktober 1984 in Buca) war ein türkischer Devrimci-Yol-Aktivist und die vorletzte Person, an der in der Türkei die Todesstrafe vollstreckt wurde.
Am 7. Juni 1980 überfiel Has mit weiteren Genossen einen Wachmann in der Absicht, ihm die Pistole zu rauben, wie es die Partei angeordnet hatte. Obwohl die Tötung nicht geplant war, erschoss Has den bereits verletzten Wachmann. Has wurde am 28. Dezember 1980 festgenommen. Das Urteil erging am 18. Januar 1982 durch ein Militärgericht der Sonderverwaltung nach dem Militärputsch von 1980 in İzmir. Das Gericht befand Has des Versuchs schuldig, die verfassungsgemäße Ordnung gewaltsam zu verändern. Has räumte die Tat ein, machte jedoch ergebnislos Unzurechnungsfähigkeit geltend. Die Strafe wurde nach Ausschöpfung aller Rechtsmittel und nach Bestätigung durch das Parlament im Oktober 1984 in der Strafanstalt von Buca durch den Strang vollstreckt. 
Nach Darstellung eines Zellengenossen wurde Has kurz nach Mitternacht geweckt und ohne ihm die Erlaubnis, sich anzuziehen, zu geben, abgeführt. Sein Anwalt schilderte, dass man ihm das Totenhemd anzog und ihn einen letzten Brief an die Familie schreiben ließ.
Darin schrieb Has sinngemäß:
In diesem Augenblick übermittle ich euch meine letzte Nachricht. Ich habe nichts getan, dessen ihr euch schämen müsst. Diese Anschuldigung, die euch heute zu schaffen macht, wird euch später  zur Ehre gereichen. Seid dessen gewiss.
Nach einer kurzen ärztlichen Untersuchung wurde Has zur Hinrichtungsstätte gebracht. Anwesende berichteten, Has habe den Stuhl selbst weggetreten
Has wurde an unbekanntem Ort bestattet. Sein Grab wurde 28 Jahre nach seinem Tod entdeckt.